# Кукушкино (Ломоносовский район)
Куку́шкино (фин. Käkösi) — деревня в составе Пениковского сельского поселения Ломоносовского района Ленинградской области.

## История
Обозначена на карте Санкт-Петербургской губернии 1792 года, А. М. Вильбрехта как Кукушна.
Деревня являлась вотчиной императора Александра I, из которой в 1806—1807 годах были выставлены ратники Императорского батальона милиции.
На «Топографической карте окрестностей Санкт-Петербурга» Военно-топографического депо Главного штаба 1817 года она упомянута как деревня Кукушкина из 9 дворов. Наряду с деревнями Кабацкая, Латики, Кишкелева, Колколы и Малая Сойкина, деревня Кукушкина являлась частью большой деревни Венки.
Деревня Какушкина из 13 дворов упоминается на «Топографической карте окрестностей Санкт-Петербурга» Ф. Ф. Шуберта 1831 года.

КАКУШКИНО — деревня принадлежит государю великому князю Михаилу Павловичу, число жителей по ревизии: 37 м. п., 26 ж. п. (1838 год)

В пояснительном тексте к этнографической карте Санкт-Петербургской губернии П. И. Кёппена 1849 года она записана как деревня Kakois (Кокушкина, Кукушкина) и указано количество её жителей на 1848 год: эвремейсов — 38 м. п., 47 ж. п., всего 85 человек.

КОКУШКИНО — деревня Ораниенбаумского дворцового правления, по просёлочной дороге, число дворов — 10, число душ — 38 м. п. (1856 год)

В 1860 году деревня Кокушкино насчитывала 17 дворов.

КАКУШКИНО — деревня Ораниенбаумского дворцового ведомства при колодцах, по левую сторону приморского просёлочного тракта в 13 верстах от Петергофа, число дворов — 16, число жителей: 46 м. п., 57 ж. п. (1862 год)

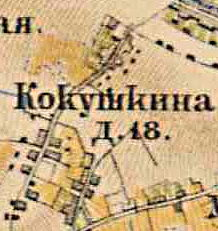
Деревня Кукушкино на карте 1885 года

В 1885 году деревня называлась Кокушкина и насчитывала 18 дворов.
В конце XIX века деревня административно относилась к Ораниенбаумской волости 2-го стана Петергофского уезда Санкт-Петербургской губернии, в начале XX века — 3-го стана. По приходским данным население деревни было исключительно финским.
К 1913 году количество дворов увеличилось до 19.
С 1917 по 1923 год деревня входила в состав Венковского сельсовета Ораниенбаумской волости Петергофского уезда.
С 1923 года в составе Троцкого уезда.
Согласно данным переписи населения СССР 1926 года в деревне Кукушкино проживали 149 человек — большинство финны, а также русские и эстонцы.
С 1927 года в составе Ораниенбаумского района.
В 1928 году население деревни Кукушкино составляло 142 человека.
По данным 1933 года деревня называлась Кукушкино и входила в состав Венковского финского национального сельсовета Ораниенбаумского района.

План деревни Кукушкино. 1939 год

Согласно топографической карте 1939 года деревня насчитывала 24 двора.
С 1954 года в составе Броннинского сельсовета.
С 1963 года в составе Гатчинского района.
С 1965 года вновь в составе Ломоносовского района. В 1965 году население деревни Кукушкино составляло 22 человека.
По данным 1966, 1973 и 1990 годов деревня Кукушкино также входила в состав Бронинского сельсовета Ломоносовского района.
В 1997 году в деревне Кукушкино Бронинской волости постоянное население отсутствовало, в 2002 году проживали 3 человека (все русские).
В 2007 году в деревне Кукушкино Пениковского СП проживали 13 человек.

## География
Деревня расположена в северной части района на автодороге 41К-245 (Сойкино — Малая Ижора), к востоку от административного центра поселения.
Расстояние до административного центра поселения — 7,5 км.
Расстояние до ближайшей железнодорожной станции Ораниенбаум I — 3,5 км.

## Демография
| 1862 | 2002 | 2007 | 2010 | 2017 |
| ---- | ---- | ---- | ---- | ---- |
| 103  | ↘3   | ↗13  | →13  | ↗14  |

## Транспорт
Через Кукушкино проходят автобусы № 691 и № 691А (до г. Ломоносова).

## Улицы
Клубная, Миллионная, Озёрная, Олимпийская, Речная, Спортивная, Триумфальная, Центральная.